# Rodrigues Lima
Joaquim Manuel Rodrigues Lima (Caetité, 4 de maio de 1845 — 18 de dezembro de 1903) foi um médico e político brasileiro, que serviu na Guerra do Paraguai, foi intendente da cidade natal e governou o estado da Bahia.

## Biografia
Era filho do capitão Joaquim Manuel Rodrigues Lima e Rita Sofia Gomes de Lima (irmã do Barão de Caetité).
Aos dez anos foi estudar em Salvador e em 1862 ingressou na Escola de Medicina da capital baiana e, cursando o 5º ano, serve nos hospitais de sangue da Guerra do Paraguai, como cirurgião. Sobrevive, com heroísmo, ao naufrágio do navio que o conduzia para o Uruguai. Em 1868, após retornar conclui o curso médico. retorna para Caetité e ali se casa com a primogênita do Barão de Caetité e sua prima, D. Maria Victoria Gomes de Albuquerque Lima. Exerce a clínica, cuida das fazendas e inicia-se na política, sendo eleito por três vezes para a Assembléia Provincial.
Em 1876-77 realiza extensa viagem de estudos pela Europa.
Quando da Proclamação da República era o presidente do Conselho Municipal (a Câmara de Vereadores, da época). Em 1891, quando os partidos políticos são organizados, ocupava a Intendência Municipal, sendo indicado para a Assembléia Constituinte Estadual, onde propõe a mudança da capital para a Chapada Diamantina.
Após a deposição do interventor José Gonçalves, foi o indicado pelo grupo que viria a ter por líder Luís Viana, que depois o sucederia, a se candidatar na primeira eleição para Governador da História da Bahia, em 1891, num pleito em que obtém maioria no chamado sistema do voto bico-de-pena, a descoberto.
Findo seu governo, retorna para a terra natal, onde ocupa ainda a vereança. Falece, em decorrência de mal hepático adquirido na campanha paraguaia, em 1903, como um dos espíritos mais progressistas de sua cidade.

## Governo da Bahia
Sua administração foi marcada pela reestruturação administrativa, incentivo total à cultura e educação, marcada sobretudo pela probidade (em diversas vezes escrevia ao seu procurador em Caetité para que lhe mandasse dinheiro, pois não julgava honesto valer-se do erário publico para manter-se). Diversas instituições culturais tiveram seu apoio para constituir-se, dentre as quais o Instituto Geográfico e Histórico da Bahia.
Rodrigues Lima também espalhou as obras públicas por todo o estado, sobretudo aquelas de combate aos efeitos das secas (muitas delas existentes até o presente), e pela interiorização do ensino de qualidade.
Em Salvador realiza diversas obras, objetivando modernizar e embelezar a Capital: a mais bonita praça da cidade, o Campo Grande, atração turística que homenageia os heróis da Independência Baiana, é obra de seu governo.

## Homenagens
O Largo da Vitória, em Salvador, ostenta um busto em sua homenagem. Regista Pedro Celestino da Silva que este monumento fora erguido inicialmente na Praça da Aclamação, sendo posteriormente trasladado para o largo. Registra, ainda, que este se deu como "preito de saudade e gratidão ao benemérito cidadão que, por suas virtudes cívicas e privadas, deixou seu nome inteiramente ligado à história da Bahia, por sua honradez imaculada, por sua grandeza de espírito e por sua indefectível lealdade política". O monumento foi autorizado por resolução municipal nº 144 de 4 de janeiro de 1905 e inaugurado a 13 de maio de 1911, pelo governador João Ferreira de Araújo Pinho e pelo intendente (prefeito) Antônio Carneiro da Rocha. O monumento traz a seguinte inscrição: "Dr. em Medicina pela Faculdade da Bahia; voluntário do Corpo de Saúde do Paraguay;. deputado provincial; senador do Estado; membro da Constituinte; Intendente do Município de Caetité, onde residia, e Governador deste Estado".
É nome de diversos logradouros na Bahia, sobretudo em Lençóis e em Caetité.